# Morges (stacja kolejowa)
Morges (fr.: Gare de Morges) – stacja kolejowa w Morges, w kantonie Vaud, w Szwajcarii. Znajduje się na linii kolejowej Lozanna – Genewa.

## Historia
Wstępne badania przeprowadzone przez brytyjskich inżynierów w 1852 faworyzowały Morges jako stację dla linii z Yverdon, z planowaną obwodnicą Lozanny. Compagnie Ouest-Suisse otworzyło ten odcinek w 1855-56. Utworzono początkowo tymczasową stację w miejscowości Le Rosey na planowanej przyszłej linii do Genewy (otwarta w 1858 roku). Ostateczną stację zbudowano na obecnym miejscu w 1858 roku, z połączeniem kolejowym do portu, które zostało zlikwidowane w 1862 roku.

## Linie kolejowe
- Lozanna – Genewa